# Vlag van Bree
De vlag van Bree werd door de gemeenteraad op 28 maart 1984 officieel vastgesteld als de gemeentelijke vlag van de Belgisch Limburgse gemeente Bree. Op 5 maart 1985 werd hij door het Bestuur van Vlaanderen bevestigd en uiteindelijk gepubliceerd op 8 juli 1986 in het officiële Belgisch Staatsblad.
Officieel wordt de vlag beschreven als:
Twee even hoge banen van wit en van groen, met aan de broekzijde het wapenschild van de gemeente.
Er is geen uitleg over de kleuren van de vlag.

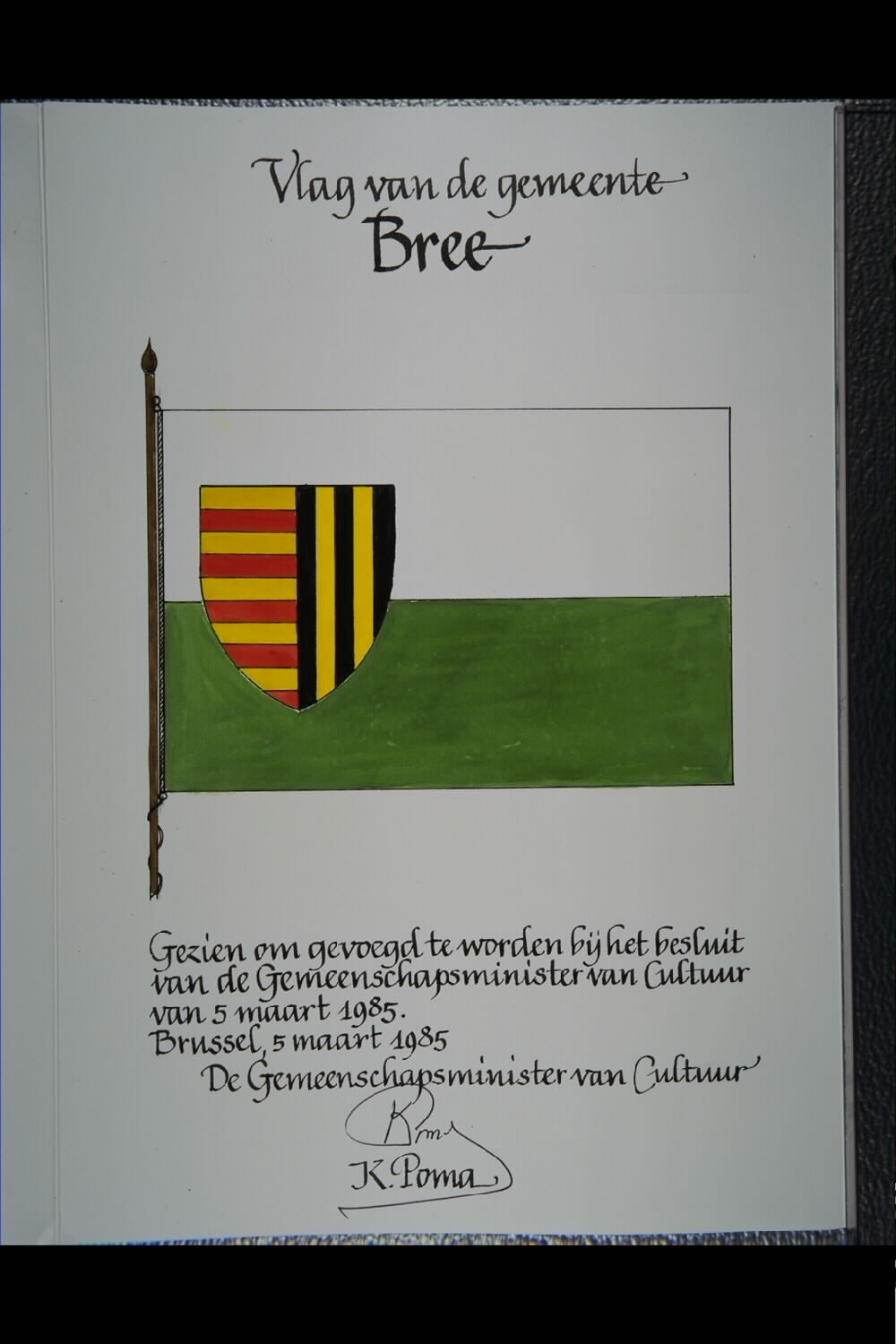
Ontwerp vlag getekend door Karel Poma